# Усиков, Руслан Николаевич
Руслан Николаевич Усиков (10 апреля 1975, Брянск) — российский футболист, нападающий.

## Биография
Воспитанник брянских футбольных школ «Десна» и ДЮСШ-3, первый тренер — Владимир Филиппович Сулимов. В 1995 году дебютировал на профессиональном уровне в составе брянского «Динамо» в третьей лиге. В 1997 году впервые перешёл в клуб из другого города — ижевский «Газовик-Газпром», игравший в первом дивизионе. В дальнейшем неоднократно возвращался в брянский клуб.
В 2001—2002 годах выступал в высшей лиге Белоруссии в составе клуба «Днепр-Трансмаш» (Могилёв), сыграл 33 матча и забил 8 голов.
В брянском «Динамо» в общей сложности провёл 11 неполных сезонов, сыграл 298 матчей и забил 87 голов. Является лучшим бомбардиром клуба в российской истории. В 2000 и 2003 годах забивал по 16 голов за сезон, что являлось клубным рекордом российского периода, в 2009 году этот результат побил Михаил Тюфяков (17). Принимал участие в кубковой кампании 2006/07, в которой «Динамо» стало полуфиналистом, но выходил на поле только в матчах ранних стадий.
Также выступал за российские клубы первого и второго дивизионов «СКА-Энергия», «Факел» (Воронеж), «Машук-КМВ», «Динамо» (Санкт-Петербург), «МВД России», «Сахалин». Всего на профессиональном уровне в первенствах России и Белоруссии сыграл более 480 матчей и забил 124 гола.
В конце карьеры играл на любительском уровне за команды Брянска и области.
В 2013 году работал тренером молодёжного состава брянского «Динамо». По состоянию на 2018 год — тренер в ДЮСШ «Динамо», тренер команды 2002 года рождения. Со своей командой становился победителем областных юношеских соревнований. В 2021—2022 годах — главный тренер молодёжной команды «Динамо». Руководитель программы развития молодёжного футбола ФК «Динамо» (Брянск).

## Достижения
- Победитель второго дивизиона России: 2008 (зона «Запад»)
- Серебряный призёр второго дивизиона России: 2000, 2003, 2009 (зона «Центр»)